# Валентей, Дмитрий Игнатьевич
Дмитрий Игнатьевич Валентей (15 сентября 1922, Москва — 17 декабря 1994, там же) — советский и российский социолог, экономист, организатор. Доктор экономических наук, профессор. Участник Великой Отечественной войны.
Основатель и первый руководитель (1965—1991) Центра по изучению проблем народонаселения на экономическом факультете Московского государственного университета им. М. В. Ломоносова. Сыграл огромную роль в возрождении советской демографии в 1960-е годы.
Заслуженный деятель науки РСФСР (1991). Член-корреспондент РАЕН (1994).
Член Международного союза по научным исследованиям народонаселения; почётный член Чехо-Словацкого демографического общества; эксперт ООН по проблемам народонаселения мирового сообщества.

## Биография
Отец — Игнатий Александрович Валентей, лётчик, инженер. С четырёх лет Дмитрий жил с матерью, отец ушёл из семьи. После окончания 9 классов поступил в Учительский институт, работал в горкоме комсомола, газете «Московский комсомолец». После начала войны ушёл добровольцем на фронт, окончил разведшколу, воевал, был контужен в Сталинграде, из-за контузии получил инвалидность и был комиссован из армии.
В 1945 году окончил исторический факультет Московского городского педагогического института им. В. П. Потёмкина.
С 1949 года — кандидат экономических наук (тема диссертации: «Безработица в условиях общего кризиса капитализма»), с 1961 года — доктор экономических наук. Тема диссертации: «Социально-экономические проблемы народонаселения (воззрения и теории)».
В 1962—1963 годах — руководитель Координационного совета по проблемам народонаселения при Минвузе СССР, работавшего на общественных началах.
С 1963 года— профессор Московского государственного университета, где на протяжении многих лет читал курсы лекций: «Демография», «Теория народонаселения», «Система знаний о народонаселении».
В 1964 году совместно с рядом учёных Д. И. Валентей выступал на страницах газеты «Известия» со статьями, обосновывавшими необходимость организации специального научного учреждения по изучению народонаселения. Одновременно Дмитрий Игнатьевич обратился с предложением в правительственные органы и к руководству МГУ.
В феврале 1965 года последовало распоряжение Совета Министров РСФСР об организации на экономическом факультете МГУ Проблемной лаборатории по вопросам изучения народонаселения (ПЛН), руководителем которой стал Д. И. Валентей. А в сентябре 1967 года приказом Минвуза СССР и ректора МГУ была создана кафедра народонаселения на экономическом факультете МГУ. Заведующим был также назначен Д. И. Валентей, проработавший в этой должности до 1991 года.
Также был председателем Научного совета МГУ «Проблемы народонаселения и занятость». Научный руководитель Курсов ООН по демографии при МГУ для специалистов из развивающихся стран (1975), специального отделения для переподготовки кадров в области демографии (1984).
Жена — Мария Алексеевна Воробьёва-Мейерхольд (1924—2003), дочь Татьяны Всеволодовны Мейерхольд, дочери В. Мейерхольда от первого брака. Преподавала литературу и русский язык в школе. С 1955 года — секретарь Комиссии по творческому наследию Мейерхольда. Содействовала выходу первых книг о Мейерхольде. Участвовала во многих конференциях и программах его памяти. С её помощью открылся первый музей Мейерхольда — у него на родине, в Пензе. В 1991 году добилась передачи его квартиры музею А. А. Бахрушина, и с этого времени работала заведующей музеем-квартирой. Удостоена Государственной премии России (2001).
Сын Сергей (род. 1952) — экономист, профессор РЭУ им. Г. В. Плеханова.

## Научные достижения
Область научных интересов: демография, теория и политика народонаселения — экономические аспекты.
Проводил комплексные исследования народонаселения, в центре которых была демография как самостоятельная наука, изучающая сложные общественно-естественные процессы.
Многие подходы, понятия, гипотезы, выдвинутые или разработанные учёным и его сотрудниками в 1960—1980 годы сохранили своё значение и в настоящее время. Среди них — комплексный подход, необходимость интеграции знаний различных дисциплин при решении проблем народонаселения, анализ воспроизводства населения в широком историко-социальном и экономическом контексте, акцент на качестве и развитии населения, уточнение понятийного аппарата, места демографии в системе наук, обоснование активной политики населения и демографической политики, программно-целевого подхода к их организации.
Подготовил около 40 кандидатов наук. Опубликовал более 250 научных работ.
Под руководством Д. И. Валентея был подготовлен и издан в 1985 году «Демографический энциклопедический словарь».

## Награды и премии
- Награждён орденами Трудового Красного Знамени, Отечественной войны II степени и 13 медалями.
- Лауреат Ломоносовской премии (1973).

## Память
Центр по изучению проблем народонаселения экономического факультета МГУ им. М. В. Ломоносова регулярно проводит международную научную конференцию — «Валентеевские чтения Архивная копия от 15 декабря 2019 на Wayback Machine».
VI-е Валентеевские чтения прошли 22-24 апреля 2010 года Архивная копия от 15 декабря 2019 на Wayback Machine в Москве. Конференция была приурочена к 45-летию создания Лаборатории экономики народонаселения и демографии экономического факультета МГУ и 25-летию выхода в свет «Демографического энциклопедического словаря». На конференции освещались вопросы исторической демографии, исторические аспекты развития населения, демографических концепций и демографической политики в России и за рубежом.

## Основные научные труды
- Основы демографии. (в соавторстве). — Первое издание: М.: Статистика, 1980, 295 с.; второе издание: М.: Мысль, 1989. 288 с.
- Реакционные теории народонаселения периода общего кризиса капитализма. — М.: Соцэкгиз, 1963. — 270 с.
- Теория и политика народонаселения. — М.: Высшая школа, 1967. — 184 с.
- Валентей Д. И., Зверева Н. В. Изучение народонаселения: вопросы методологии. — М.: Изд-во МГУ, 1987. — 156 с.

Вышли под редакцией
- Демографический энциклопедический словарь. — М.: Советская энциклопедия, 1985. — 608 с.
- Библиографии по проблемам народонаселения: 1965—1968, 1960—1971, 1972—1975, 1975—1978, 1979—1983.
- СССР — демографический диагноз. — М.: Прогресс, 1990. — 696 с.
- Народонаселение. Современное состояние научного знания./ Под ред. Д. И. Валентея, А. С. Первушина. — М.: Изд-во МГУ, 1991. — 231 с.
- Система знаний о народонаселении. — Первое издание: М.: Статистика, 1976. 368 с.; второе издание: М.: Высшая школа, 1991. 255 с.